# 阿部雅龍
阿部 雅龍（あべ まさたつ、1982年〈昭和57年〉12月29日 - 2024年〈令和6年〉3月27日）は、日本の冒険家、人力車夫。

## 来歴・人物
秋田県秋田市で生まれ、南秋田郡昭和町（現・潟上市）で育つ。郷里の小中学校、秋田県立秋田中央高等学校を経て、秋田大学工学資源学部機械工学科を卒業。
小学生の時、母に買ってもらった探検家の本でノルウェーのアムンゼン、イギリスのスコットと並んで秋田出身の探検家・白瀬矗が描かれていることに驚き、元々身体が弱かったこともあり、仲間と一緒に困難なことに挑戦する冒険家は理想の存在であった。
秋大時代は、空手に打ち込み、2年生の終わりの春休みに大阪までヒッチハイクで行く。駅や道端で寝たり、トラック運転手に食事をおごってもらう旅を通じ、同郷の白瀬や北極・南極を単独徒歩で横断した山形出身の冒険家大場満郎に憧れを募らせ、大学を2年間休学することを決断。大場の主催する山形・最上町の冒険学校でスタッフとして働いたほか、アルバイトで資金を貯め、はじめての冒険旅行として南米大陸に赴く。自転車で標高5千メートルの高地を越え、テントで暮らしながら10ヶ月で南北を縦断した。
大学卒業時、就職するか否か悩んだが、一度きりの人生として冒険家の道を選び上京。トレーニングを兼ねて浅草で人力車を引き始める。
2018年11月23日、単独徒歩で南極点へ目指し出発。年が明けた1月16日、日本人初となるメスナールートで南極点に到達し、南極大陸917.7キロを歩き通した。単独行にあって相棒となったそりは、生活拠点を置く東京・板橋の町工場らの経営者10社以上が協力して開発された。2019年冬には、さらに距離が長く厳しくなるが白瀬中尉と同じルートで南極点到達をめざす予定だった。だが、使用するチャーター機会社の運用上の都合で一年延期を余儀なくされた。
白瀬ルート再挑戦へ準備を進めていた2023年8月、脳腫瘍が見つかり、9月に神奈川県内の病院で摘出手術を受けた。2024年2月には秋田市内の病院に転院し治療を続けていたが、3月27日に死去した。41歳没。7月1日、所属した団体「人力チャレンジ応援部」（神奈川県大和市）が、板橋区で送る会を開き、支援者ら300人が集まり故人を偲んだ。

## 経歴・活動
- 1982年	秋田県秋田市に生まれる。
- 1987年	父の死と家庭事情に伴い秋田県南秋田郡昭和町（現・潟上市）に移住する。
- 2001年	秋田大学工学資源学部機械工学科に入学する。在学中は空手道場に内弟子として下宿し空手漬けの青春時代を送る。
- 2003年	春休みを利用して日本をヒッチハイクで回る。
- 2004年	大学を休学する。幼い頃からの冒険の夢を叶えるために敬愛する極地冒険家・大場満郎の主催する山形の冒険学校でスタッフとして勤務する。
- 2005年	南米大陸を単独自転車縦断する。エクアドルの赤道からアルゼンチンの南米大陸道路末端ラパタイア湾までを290日11,000kmを走破する。これが初めての海外旅行で英語もスペイン語も話せない状態で挑む。
- 2006年	南米自転車縦断しながらリアルタイムで更新していたブログがNHKの番組で取り上げられ、全国1,000以上のブログのなかで最優秀賞になる。
- 2006年 秋田大学に復学する。勉学の他に二つのバイトの掛け持ち・空手道場での稽古・トライアスロンとフルマラソンの出場などをしながら、各地で講演活動・取材活動もこなす。
- 2008年	秋田大学を卒業する。大学からは優秀生徒賞に選出される。夢の実現のために就職の道を選ばず、東京の浅草で人力車を引く
- 2009年	カナダのバンフ国立公園でビデオカメラマンとして働きながら、トレーニングで30kgの荷物を背負いながら登山に明け暮れ旅の準備を進める。
- 2010年	アメリカのコンティネンタル・ディバイド・トレイル（英語版）(4,200km 147日間)を単独踏破する。カナダ国境からメキシコ国境までのアメリカンロッキー山脈を縦走する。
- 2011年	カナダのグレイト・ディバイド・トレイル（英語版）(1,200km 42日間)を単独踏破する。カナダ?アメリカ国縦走する北米大陸を縦貫するロッキー山脈両トレイルを踏破。
- 2012年	アラスカ～カナダ間のユーコン川単独カヌー750kmのトレーニングをした後に、南米に渡り乾季アマゾン川(2000km42日間)単独筏下り。
- 2014年	カナダ北極圏単独徒歩(500㎞32日間)。
- 2015年 カナダ北極圏単独徒歩(750km54日間)。
- 2016年 グリーンランド北極圏単独徒歩 750㎞。
- 2016年 人力車を引いての全国一宮参拝6,400㎞「リキシャジャパントラバースプロジェクト」。
- 2017年1月　外国人極地冒険家Eric Larsenとカナダ　ウィニペグ湖で極地トレーニング。
- 2018年5月　人力車を引いて地元秋田一周750km[12]。
- 2019年1月17日　日本人初のルート（メスナールート）での南極点単独徒歩到達。918km55日間。過去最悪レベルの異常な積雪で世界中の冒険家たちがリタイアしていくなかでの達成。
- 2019年6月　人力車を引いて東北一周1500km[13]。
- 2019年12月　年越し宗谷岬徒歩　札幌→宗谷岬400km[14]
- 2020年2月　逆打ちお遍路・熊野古道徒歩1700km
- 2020年4月　みちのく潮風潮風トレイル踏破 1,025km
- 2021年11月-2022年1月　日本人初の南極探検家・白瀬矗氏の足跡を延ばして大和雪原からの南極点単独徒歩到達に挑むも途中撤退(54日間780km)
- 2022年7月　グリーンランド徒歩横断(30日間600km)
- 2022年11月 南極点再挑戦を2023年11月に延期発表。
- 2023年8月 体調不良が判明し、準備がほぼできていた11月の南極点再挑戦を断念。
- 2023年9月 神奈川県の病院で、脳腫瘍の摘出手術を受ける。
- 2024年2月 秋田県内の病院に転院。
- 2024年3月27日　秋田市内の病院で死去[8]。

## 著書
- 『次の夢への一歩』KADOKAWA、2013年、ISBN 978-4041105672。

## 映像作品
- 講演DVD　日本人・百年の夢「人類未踏の冒険へ」日本経営合理化協会 規格番号　A21969
- 映画　プロ冒険家 阿部雅龍 短編ドキュメンタリー動画『Hero Wannabe -英雄へのあこがれ -』[15]

## 受賞歴
- 2008年 秋田大学最優秀生徒賞
- 2018年度 板橋区文化特別栄誉賞
- 2021年 植村直己冒険賞受賞[16]